# Nokalakevi
Il villaggio di Nokalakevi (in georgiano ნოქალაქევი?) è un sito archeologico posto a 15 km dal comune di Senak'i, nella regione della Mingrelia, in Georgia. Dista 50 km dalle coste del Mar Nero.
Nota come Archaeopolis tra i bizantini, fu un importante centro amministrativo e militare della Colchide e degli stati successivi a partire dall'VIII secolo a.C. sino all'VIII secolo d.C. Fu capitale del regno della Lazica e controllò un importante crocevia presso il fiume Tekhuri dal quale transitavano le vie che partivano dalle colline circostanti verso Chkhorotsqu, nella Mingrelia centrale. Svolse un ruolo cruciale come roccaforte bizantina contro gli attacchi dell'impero sasanide e del Regno di Iberia.
La parte di Nokalakevi circondata dalle mura si estende per 20 ettari di terreno che comprendono una terrazza inferiore posta accanto al fiume Tekhuri, la quale è collegata tramite un pendio alla cittadella (o acropoli) in cima alla montagna. L'odierno nome Nokalakevi significa "rovine dove vi era una città".

## Storia
Nokalakevi venne abitata per la prima volta nel II millennio a.C. Nel millennio successivo ebbe contatti con i popoli locali e con quelli del Mediterraneo, dell'Egeo e dell'Asia Minore, vivendo una costante crescita sino al II secolo a.C. Nel secolo successivo visse un rapido declino assieme alle altre città della Colchide dovuto all'espansione del regno del Ponto e dell'impero romano.
Nel IV secolo d.C. il regno della Lazica sottomise tutti i regni che popolavano la zona e fondò nell'odierna Nokalakevi la capitale Tsikhegoji (secondo le fonti caucasiche) o Archaeopolis (secondo le fonti romane), che significa "città antica". Nel periodo dal IV al Vi secolo d.C. il centro visse una profonda espansione tanto da raggiungere dimensioni uniche nel Caucaso meridionale. La città divenne un importante centro strategico, commerciale e amministrativo, soprattutto per la sua collocazione che ne faceva un nodo cruciale lungo le rotte che collegavano i monti, le pianure e il Mar Nero alla Cartalia, all'Armenia e all'Iran. Durante la guerra lazica (541-562) Nokalakevi venne attaccata più volte senza successo dai Persiani.
Quando gli arabi invasero la zona nel VII secolo, la Lazica e il Regno di Iberia vi si opposero invano accanto ai Bizantini. Il comandante Marwan II ibn Muhammad ibn Marwan, detto il Sordo dalle Cronache georgiane per via della sua crudeltà, distrusse Nokalakevi e le altre città circostanti. Ciò sancì il declino definitivo dell'area, mentre l'importanza politica della Georgia occidentale si spostò a Kutaisi, verso est.

## Descrizione
Il sito di Nokalakevi è racchiuso in un'area di circa 18 ettari dalle fortificazioni poste nella parte nord della piana della Colchide e da una ripida gola calcarea scavata dal fiume Tekhuri a nord, ovest e in misura minore a sud. La parte inferiore del sito ospita i principali edifici identificati, mentre sulla collina posta a 200 m più su è collocata la cittadella.
Le mura superstiti risalgono al periodo tra il IV e i VI secolo d.C. Nella parte bassa del sito sono stati rinvenuti consistenti edifici in pietra del IV-VI secolo d.C., come la chiesa dei Quaranta Martiri e il suo companile, nonché altre due chiese precedenti immediatamente a sud, visibili oggi solo come fondamenta messe in luce dalle indagini archeologiche. Poco più a sud giacciono i resti di un palazzo del VI secolo trasformato in cantina nel XVI-XVII sec. Altri resti includono le terme, un tunnel fino al fiume, un bagno pubblico apparentemente rifornito da una cisterna costruita sul pendio e un edificio ritenuto essere la sede dei comandanti militari della guarnigione bizantina e dei lazi del VI secolo.
Nella parte alta del sito sono state rinvenute delle torri multifase a nordest e nordovest, nonché una piccola porta nell'angolo sudovest che si pensa fosse usata come corpo di guardia.

## Spedizioni archeologiche
I primi scavi archeologici a Nokalakevi vennero effettuati da un'equipe di studiosi della Repubblica Socialista Sovietica Georgiana e della Repubblica di Weimar tra novembre del 1930 e gennaio del 1931. Questa spedizione identificò i resti della fortezza cittadina descritta nelle antiche fonti bizantine e caucasiche.
Ulteriori spedizioni vennero eseguite dal Museo della Georgia Simon Janashia dal 1973 al 1993, poi a partire dal 2001 da parte di una collaborazione anglo-georgiana.